# Australian League of Rights
Die Australian League of Rights (ALOR) (deutsch: Australische Liga der Rechten) ist eine seit langem existierende rechtsextreme, antikommunistische und antisemitische Bewegung in Australien, die Eric Butler auf Basis der Wirtschaftstheorie des Social Credit von Clifford Hugh Douglas 1960 als politische Partei gründete. Sie beschreibt sich selbst als der Bewahrer der „politischen Freiheit“ und als loyal zu „God, Queen and Country“ (deutsch: „Gott, Königin und Land“) und als eine „antipolitische“ Partei. Veritas (deutsch: Wahrheit) ist der Verlag der ALOR, die eine wöchentliche Zeitschrift On Target (deutsch: Zieltreffer) herausbringt.

## Geschichte
Die ALOR bildete sich im Jahr 1946 in South Australia als politische Bewegung und als nationale Partei 1960. Die ALOR begreift sich als Teil des weißen britischen Dominion, der British League of Rights, Canadian League of Rights und New Zealand League of Rights, die in der Crown Commonwealth League of Rights vereinigt waren. Diese Organisation kreierte Butler als eine Dachorganisation, die diese vier Gruppen repräsentiert und beabsichtigte Mitglied in der antikommunistischen World League for Freedom and Democracy zu werden. Die ALOR ist auch verbunden mit rechtsradikalen Gruppen in den USA wie der John Birch Society. Die erste Konferenz der Crown Commonwealth League of Rights wurde 1979 in Melbourne abgehalten.

## Politische Sichtweise und Ideologie
Von Anbeginn an verpflichtete sich die ALOR auf die Grundlagen des Christentums. Sie ist antikommunistisch und Anhänger der Verschwörungstheorie der Neuen Weltregierung. Ihre Führer sind für den uneingeschränkten Kapitalismus, sind für die Unantastbarkeit des Privateigentums und des Unternehmertums und sie vertreten die Theorie des Social Credit. Sie ist monarchistisch und gegen den Republikanismus und begreift die Beziehung zu Großbritannien als fundamental für die Identität Australiens.

### Antisemitismus
Antisemitismus ist der Prüfstein schlechthin der ALOR-Ideologie. Die ALOR beschreibt den Holocaust als „angeblichen Holocaust“. und als „Holocaustschwindel“. Der Gründer der ALOR Eric Butler ist hinlänglich bekannt für seinen Antisemitismus und unterstützt die antisemitische Schrift Protokolle der Weisen von Zion. Der Historiker Andrew Markus schrieb: „In the 1990s league publications were still promoting The Protocols, describing the Holocaust as a 'hoax', the invention of Zionist propagandists, identifying prominent Jewish individuals in public life and declaring that modern Christianity [was] 'little more than a form of Liberal Judaism'.“ (Deutsch: „In den 1990er Jahren unterstützte die Australian League of Rights noch die Protokolle der Zion, beschrieb den Holocaust als Schwindel der zionistischen Propaganda, bezichtigte Einzelpersonen des öffentlichen Lebens als Juden und erklärte das moderne Christentum als wenig mehr als eine Form des liberalen Judentums.“) Die jüdische Verschwörung verberge sich hinter den Codewörtern wie die „'one world conspiracy', 'international elites', 'international bureaucracies', 'international bankers', 'Members of the Fabian Society', or 'United Nations'“. (Deutsch: „Eine-Welt-Verschwörung, internationale Elite, internationale Bürokratie, internationale Bänker, Mitgliedern der Fabian Society oder die United Nations.“).
Die ALOR unterstützte den Holocaustleugner David Irving und begleitete ihn anlässlich seiner Aufenthalte in Australien; der Verlag der ALOR, Veritas, beabsichtigt die Arbeiten von Irving in Australien veröffentlichen.
Jedoch hält sich die ALOR für keine nationalsozialistische Organisation, denn sie erklärte zu verschiedenen Gelegenheiten, dass neonazistische Organisationen von Juden errichtet werden, um Patrioten zu diskreditieren.

### Gegen freiheitliche Demokratie
Die ALOR ist gegen die Repräsentative Demokratie, das Parteiensystem und den Prozess der parlamentarischen Demokratie. Allerdings versuchte die ALOR auf verschiedene politische Parteien Einfluss zu nehmen oder sucht die Unterstützung von verschiedenen politischen Parteien, Kommunen und soziale Gruppen.
Butler schrieb in seinem Buch The Money Power versus Democracy (1940): „The Party system of Government can play little part, if any, in the struggle for real democracy. In principle, it is the antithesis of democracy.“ (Deutsch: „Das Parteiensystem der Regierungen leistet lediglich einen geringen Anteil im Kampf für eine wirkliche Demokratie“.)
Douglas betrachtete das Parteiensystem als eine „criminal absurdity“ (deutsch: „kriminelle Absurdität“) und war gegen die geheimen Wahlen. Er nahm an, dass mit der Machtergreifung der „Social Credit Party“ die Politik ein Ende finden würde.

## Politische Verbindungen
In den frühen 1970er Jahren versuchte die ALOR die Kontrolle über die National Party of Australia zu übernehmen und ermutigte ihre Mitgliedschaft in ausreichend großer Anzahl in diese Partei einzutreten und die Kontrolle über sie zu übernehmen, eine Taktik, die als Entrismus bezeichnet wird.
Um seinen Einfluss auf die National Party of Australia zu behalten, beeinflusste der Parteivorsitzende Doug Anthony Personen, die gegen die Kandidaten der ALOR stimmten und setzte sich nach einer jahrelangen Auseinandersetzung letztendlich durch. Eine Ironie dieser Auseinandersetzung war, dass die National Party mehr Mitglieder hatte als Labor oder die konservative Liberal Party of Australia. Dieses Faktum wurde bekannter als die Gründe, die zu dieser Entwicklung führten, da beide Seiten diese Auseinandersetzungen vor der Öffentlichkeit verbargen.
Einige Jahre später boten verschiedene Mitglieder der ALOR der One Nation Party Unterstützung an.
Das Parlamentsmitglied der Western-Australian Labor Party, der Gründer der Australia First Party und der One Nation Party Graeme Campbell war Mitglied der ALOR und zur gleichen Zeit in der One Nation Party und in der Australia First Party.
Der frühere australische Finanzminister Peter Costello von 1996 bis 2007 führte aus, dass die Übernahme der Politik der One Nation Party durch die Staatsbank zu den niedrigsten Darlehenszinsen führen würde, was von der Australian League of Rights unmittelbar übernommen und als Veränderungen ihrer Politik in Bezug auf Banken und das Geldwesen registriert wurde.

## Beziehungen zu anderen Gruppierungen
Die ALOR arbeitete mit zahlreichen Instituten zusammen, beispielsweise mit dem Institute of Economic Democracy, The Christian Institute of Individual Freedom und der Australian Heritage Society.
Die ALOR war verbunden mit der Australians Against Further Immigration (AAFI) und Franca Arena, was das New South Wales Legislative Council 1994 dazu bewog, über die Beziehungen zwischen der AAFI und der „notorious and dangerous League of Rights, which has been described as the most influential, effective, best organised and most substantially financed racist organisation in Australia“ (deutsch: „berüchtigten und gefährlichen Liga der Rechten, die als die einflussreichste, effektivste und am besten organisierte und solideste finanzierte rassistische Organisation in Australien beschrieben ist“) eine Anfrage zu stellen. Das Ergebnis der Anfrage erbrachte, dass die AAFI ein Teil der ALOR war.
1998 erklärte die B’nai B’rith Anti-Defamation Commission, dass der Mitgründer der AAFI und der Parteivorsitzende Robyn Spencer der One Nation Party in Victoria zahlreiche Treffen mit der ALOR organisiert, ferner auch Fürsprachen für den Advisory National Director der ALOR, Eric Butler, gehalten habe.